# Béatrice Ire (abbesse)
Béatrice Ire est une princesse et religieuse allemande née vers 1037 et morte le 13 juillet 1061. Fille de l'empereur Henri III et de sa première épouse Gunhild de Danemark, elle est abbesse de l'abbaye de Gandersheim, Quedlinbourg et Vreden (de) de 1044 à sa mort.

## Biographie
Béatrice est la seule enfant issue du mariage du futur empereur Henri III avec la princesse danoise Gunhild, fille du roi Knut le Grand. Leurs noces ayant eu lieu en 1036 et Gunhild étant morte en 1038, Béatrice est probablement née vers 1037.
Destinée à entrer dans les ordres dès son plus jeune âge, Béatrice est nommée par son père à la tête de l'abbaye de Gandersheim en 1043, alors qu'elle n'est encore qu'une enfant et au mépris du droit des religieuses de l'abbaye à choisir elles-mêmes leur abbesse. Elle est également censée diriger les abbayes de Quedlinbourg et Vreden (de).
Son abbatiat est marqué par un conflit avec les chanoinesses de Gandersheim, qui l'accusent d'avoir loué à d'autres des domaines censés subvenir à leurs besoins. Trois papes sont amenés à intervenir dans cette querelle : Léon IX se prononce en faveur des chanoinesses avant que Victor II n'apporte son soutien à Béatrice. En fin de compte, Étienne IX parvient à un compromis en 1057 selon lequel les domaines des chanoinesses ne peuvent être loués, mais l'abbesse peut faire ce qu'elle veut des autres domaines de l'abbaye, ainsi que de ceux qui lui appartiennent en propre.
Béatrice meurt le 13 juillet 1061 et elle est enterrée à Quedlinbourg. Sa demi-sœur Adélaïde II (de) lui succède comme abbesse.